# The Texas Rangers (1936)
The Texas Rangers is een Amerikaanse western uit 1936 onder regie van King Vidor.

## Verhaal
Jim Hawkins en Wahoo Jones willen hun leven beteren en ze sluiten zich daarom aan bij de Texas Rangers. Hun vriend Sam McGee daarentegen wordt een beruchte bandiet. Wanneer de mannen de opdracht krijgen om hun vroegere vriend McGee op te pakken, weigert Hawkins en komt hij in de gevangenis terecht. Jones wordt doodgeschoten door McGee. Vervolgens wil Hawkins de dood van zijn vriend wreken.

## Rolverdeling
| Acteur         | Personage         |
| -------------- | ----------------- |
| Fred MacMurray | Jim Hawkins       |
| Jack Oakie     | Wahoo Jones       |
| Jean Parker    | Amanda Bailey     |
| Lloyd Nolan    | Sam McGee         |
| Edward Ellis   | Majoor Bailey     |
| Benny Bartlett | David             |
| Frank Shannon  | Kapitein Stafford |
| Frank Cordell  | Ranger Ditson     |
| Richard Carle  | Casper Johnson    |
| Jed Prouty     | Dave Twitchell    |
| Fred Kohler    | Jess Higgins      |
| Gabby Hayes    | Rechter Snow      |